# Adnan Gabeljić
Adnan Gabeljić (* 13. April 1992 in Zagreb, SFR Jugoslawien, heute Kroatien) ist ein ehemaliger bosnisch-herzegowinisch-US-amerikanischer Fußballspieler auf der Position eines Stürmers.

## Sportliche Laufbahn

### Karrierebeginn und High-School-Zeit
Adnan Gabeljić wurde am 13. April 1992, knapp zwei Wochen vor der endgültigen Auflösung der SFR Jugoslawien, in der späteren kroatischen Hauptstadt Zagreb als Sohn bosnisch-herzegowinischer Eltern geboren. Erst eine Woche vor seiner Geburt war der Vater mit der hochschwangeren Mutter von Srebrenica, das rund drei Jahre später durch das Massaker von Srebrenica weltweite Bekanntheit erlangte, nach Kroatien geflüchtet. Seine ersten Lebensjahre verbrachte er mit seiner Familie vor allem in Stuttgart und kam mit ihr als Siebenjähriger im Jahre 1999 in die Vereinigten Staaten, wo sich die Familie in Mehlville im US-Bundesstaat Missouri, einem Vorort von St. Louis, niederließ. Noch als Kind gehörte er dem St. Louis Scott Gallagher Soccer Club, einem lokalen Ausbildungsverein, an, dem er auch noch während seiner High-School-Zeit, die er an der Mehlville High School verbrachte, die Treue hielt. Bereits an der Mehlville High School zeigte Gabeljić von seiner Klasse, was ehrenvolle Erwähnungen zum Abschluss aller vier Jahre, sowie diverse weitere individuelle Auszeichnungen bestätigen. Nachdem er bereits in seinem Junior-Jahr an der High School 14 Tore und acht Assists beisteuerte, konnte er diese Leistung im nachfolgenden Senior-Jahr 2009 weiter steigern, als er 23 Tore erzielte und acht Treffer für seine Teamkollegen vorlegte. Am Ende wurde er als Missouri Class 3 Offensive Player of the Year, als NSCAA All-American, als Missouri Class 3 Offensive Player of the Year oder als Gatorade Missouri Boys Soccer Player of the Year ausgezeichnet, sowie ins All-State First Team gewählt.

### Saint Louis University
Im Frühling 2010 schrieb er sich an der Saint Louis University ein, wo er als Hauptstudiengang Bauingenieurwissenschaften wählte und parallel dazu auch für die Herrenfußballmannschaft der Universitätssportabteilung Saint Louis Billikens antrat. In seinem Freshman-Jahr am College trat Gabeljić noch als Ersatzspieler in Erscheinung, kam dabei aber bereits in allen 19 Meisterschaftspartien zum Einsatz, von denen er jedoch nur in einer von Beginn an am Rasen war. Dabei gelangen ihm bis zum Saisonende drei Tore und eine Vorlage. Zum Ende der Spielzeit bzw. bereits während der laufenden Saison wurde in die A-10-Preseason-All-Rookie-Auswahl geholt, sowie von TopDrawerSoccer.com in die Liste der 100 besten Freshmen des Spieljahres 2010 gewählt. Eine annähernd gleiche Wahl traf auch CollegeSoccerNews.com mit der Wahl zu den Top 100 Freshman to Keep an Eye On. Im nachfolgenden Spieljahr 2011 nahm die Einsatzstatistik von Adnan Gabeljić etwas ab, wobei er in 13 Spielen, davon drei Starts, zum Einsatz kam und einen Treffer für sein Team beisteuerte.
Nach den bescheidenen Freshman- und Sophomore-Jahren steigerten sich seine Offensivleistungen im Junior-Jahr 2012 deutlich. Nachdem die Mannschaft in der von Anfang Oktober bis Anfang November gespielten Interconference als Sieger hervorging, kulminierte dies in der Teilnahme am nachfolgenden im K.-o.-Modus durchgeführten Abschlussturnier, das dem Sieger die Teilnahme an der nachfolgenden NCAA Division I Men’s Soccer Championship, dem sogenannten College Cup, sicherte. Als Sieger des im November durchführten Abschlussturniers schaffte die Mannschaft die Teilnahme am College Cup, schied dort allerdings bereits im ersten Spiel, der Zweitrundenbegegnung gegen die Fairleigh Dickinson Knights, vom laufenden Wettbewerb aus. Bis zum Ende des Spieljahres hatte es der Stürmer bei 21 Meisterschaftsauftritten, von denen er lediglich in einem von Beginn an am Spielfeld war, auf sieben Treffer und fünf Assists gebracht. Dabei rangierte er hinter dem offensivstarken Robbie Kristo, der mit seinen Eltern 1998 ebenfalls in die USA gekommen war und zuvor mit dieser aus Jugoslawien floh, auf Rang 2 betreffend der mannschaftsinternen Scorer- und Torschützenliste. Während des Jahres 2012 folgten für den 1,90 m großen Angriffsspieler Wahlen in den A-10-All-Academic-Squad, sowie zum Academic All-District.
Unter Mike McGinty wurde er in seinem Senior-Jahr 2013 in weiteren 17 Meisterschaftsspielen eingesetzt, konnte jedoch bis auf die Anfangszeit, als er in den ersten vier Partien von Beginn an zum Einsatz kam, nie den Durchbruch als Stammkraft schaffen. Während dieser 17 Spiele kam Gabeljić, der während seiner spiel- und studienfreien Zeit an der Saint Louis University auch Trainingseinheiten in Bosnien verbrachte, auf eine Bilanz von drei Toren und einer Torvorlage. Im Finale um den Meistertitel in Atlantic 10 Conference unterlag das Team den Kontrahenten von der George Mason University mit 0:1 und nahm somit nicht an der anschließenden NCAA Division I Men’s Soccer Championship 2013 teil. Von vielen wurde Gabeljić während seiner College-Zeit als einer schnellsten Spieler der gesamten NCAA bezeichnet. Wie bereits ein Jahr zuvor folgten für ihn die Wahl in den A-10-All-Academic-Squad, sowie zum Academic All-District. Als er seinen Abschluss von der Saint Louis University machte, beendete er auch sein freiwilliges Engagement als Kinder- und Jugendtrainer bei der Special Needs Soccer Association (SPENSA), einer Fußballvereinigung für mental beeinträchtigte Menschen, die er seit deren Gründung im Jahre 2007 unterstützte. Noch vor seinem Abgang war er ab Mai 2013 bis einschließlich Mai 2014 bei Project Downtown Saint Louis, einem muslimischen Projekt für Obdachlose und Verarmte in St. Louis, als Volunteer tätig.

### Profidebüt bei Oklahoma City Energy
Über den MLS SuperDraft 2014 wurde Gabeljić Anfang des Jahres 2014 in der zweiten Runde und als 38. Pick zum MLS-Franchise Sporting Kansas City gedraftet, jedoch in weiterer Folge nicht vom Klub unter Vertrag genommen. Nachdem er ab März 2014 ein Probetraining beim MLS-Franchise Montreal Impact absolvierte, jedoch keinen Vertrag angeboten bekam, unterschrieb er daraufhin am 1. Mai 2014 einen auf kurze Zeit befristeten Vertrag bei Oklahoma City Energy in der drittklassigen nordamerikanischen United Soccer League. Im Franchise, das erst weniger als zwei Monate zuvor in die erste Saison in ihrer noch jungen Geschichte gestartet war, kam er in weiterer Folge unter Trainer und Ex-Profi Jimmy Nielsen zu zwei Ligaauftritten. Sein Profidebüt gab er dabei am 5. Mai 2014 bei einer 1:3-Auswärtsniederlage gegen Orlando City, als er in der 63. Spielminute für Steven Perry eingewechselt wurde. Nach einem weiteren Kurzeinsatz eine knappe Woche später kam er daraufhin in keinem weiteren Pflichtspiel des Kooperationsvereins von Sporting Kansas City mehr zum Einsatz und wurde mit 26. Juni 2014 wieder abgegeben.
Danach versuchte er sein Glück in Europa und wurde nach einem erfolgreichen Probetraining vom kroatischen Zweitligisten NK Rudeš unter Vertrag genommen. Hier wurde er von August bis September 2014 in vier Ligaspielen eingesetzt, konnte sich jedoch mit dem Leben in Kroatien, im Vergleich zu seinem bisherigen Leben in den Vereinigten Staaten, nicht zufriedengeben und trat deshalb die Rückkehr in die USA an. Dort absolvierte er ab Ende Dezember 2014 Spiele für das Major-Arena-Soccer-League-Team St. Louis Ambush, wobei er sein Debüt am 28. Dezember 2014 bei einem 8:3-Erfolg über die San Diego Sockers gab, als er für das letzte Viertel auf das Spielfeld kam und dabei einen Treffer und einen Assist beisteuerte. Ehe er das Team zum Saisonende Anfang März 2015 wieder verließ, hatte er es in acht Ligapartien als Mittelfeldspieler auf neun Treffer und zwei Torvorlagen gebracht, war damit jedoch bei weitem nicht so torgefährlich wie der Führende der teaminternen Torschützen- und Scorerliste Elvir Kafedžić.
Nachdem er bereits ab Februar 2015 zur Probe beim USL-Franchise Sacramento Republic trainierte, wurde er im darauffolgenden März vom Franchise mit der mit Abstand größten Zuschauerzahl der gesamten Liga unter Vertrag genommen. Sein Pflichtspieldebüt für den Republic FC gab er als Ersatzspieler bei der 2:4-Heimniederlage gegen die Seattle Sounders 2 am 21. März 2015. Doch auch in der US-amerikanischen Drittklassigkeit fand Adnan Gabeljić nicht den erhofften Durchbruch und wurde bis zum Saisonende in zehn Ligaspielen eingesetzt, wobei er es auf lediglich 165 Einsatzminuten brachte und zwei Tore erzielte. Etwa einen Monat nach seiner Verpflichtung bei Sacramento Republic, bei dem er nicht selten vor mehr als 10.000 Zusehern spielte, gab auch das Indoor-Soccer-Franchise St. Louis Ambush eine weitere Verpflichtung Gabeljićs für die kommende Saison 2015/16 bekannt. In dieser von Ende Oktober 2015 bis Ende Februar 2016 stattfindenden Spielzeit kam er daraufhin jedoch in keinem Spiel zum Einsatz und trug den Titel Inaktiv. In der im März 2016 beginnenden United Soccer League 2016 gehörte der Stürmer jedoch weiterhin dem anfangs von Preki und danach von Paul Buckle trainierten Franchise an. Ohne einen offiziellen Ligaeinsatz für Sacramento Republic in diesem Spieljahr absolviert zu haben, wurde Gabeljić in beidseitigem Einvernehmen mit dem Verein im April 2016 von seinen Pflichten entbunden und gab gleichzeitig sein Karriereende als Profifußballer bekannt.
Auf Amateurebene sollte er allerdings parallel zu seiner beruflichen Laufbahn ab dem Spieljahr 2016 weiterhin beim San Francisco City FC in Erscheinung treten. Am Ende des Spieljahrs – das Franchise belegte den dritten Platz in der Central-Pacific-Conference – zog sich Gabeljić auch weitgehend aus dem Amateurfußball zurück, um sich auf seine professionelle Berufslaufbahn zu konzentrieren.

## Berufliche Laufbahn
Parallel zu seiner Fußballkarriere arbeitete er, während er bereits Profi in Sacramento war, von Juli bis Oktober 2015 als Brückenbau-Ingenieur bei der ADKO Engineering Inc., einem Bauunternehmen mit Sitz in Folsom bei Sacramento. Während ebendieser Zeit begann er im September 2015 auch seine Arbeit als Projektingenieur beim Unternehmen Teichert, die er nach abermals vier Monaten jedoch wieder beendete. Ab Februar 2016 war er parallel zu seiner Sportlerlaufbahn auch als Projektingenieur für die Firma Ranger Pipelines Inc. mit Sitz in San Francisco tätig. Im Juni 2016 schloss er sich dem liechtensteinischen Werkzeughersteller Hilti an und war für diesen bis Mai 2017 als Field Engineer im Großraum San Francisco tätig. Noch im selben Monat wechselte er als Product and Channel Marketing Manager zum deutschen Konkurrenzunternehmen Bosch und ist für diesen seitdem (Stand: Juni 2019) im Großraum Chicago im tätig, wobei er selbst in Arlington Heights lebt. Seit 2018 ist er Vorstandsmitglied der Bosnian-American Professionals Association, kurz BAPA.
Neben den Sprachen Englisch und Bosnisch, die er muttersprachlich bzw. auf muttersprachlichem Niveau spricht, beherrscht er von seiner Kindheit auch noch Grundlagen in Deutsch.